# Lengyel Sörkedvelők Pártja
A Lengyel Sörkedvelők Pártja (Polska Partia Przyjaciół Piwa, PPPP) lengyel viccpárt, amit 1990-ben alapított Janusz Rewiński szatíraszerző. A párt eredeti célja az volt, hogy a sörivást terjessze angol stílusú pubokban, vodkaivás helyett, ezzel csökkentse az alkoholizmust. Humoros nevének és a lengyel rendszerváltást követő kiábrándultságnak köszönhetően azonban többen is szavaztak rá. A párt vonzerejét jellemezte az elterjedt szállóige, mely szerint ha kormányra kerül, akkor „jobb nem lesz a helyzet, de hogy viccesebb lesz, az biztos”.
Bár poénként indult, a párt politikusainak idővel komolyabb programjuk is lett; az elképzelés, mely szerint minőségi sört felszolgáló helyeken is folyhatnak politikai megbeszélések, a gyülekezés és szólás szabadságának, valamint a magasabb életszínvonalnak a jelképe lett. Humoros neve alighanem segítette a pártot abban, hogy az 1991-es parlamenti választás során szavazatokat szerezzen a politikából kiábrándult választópolgárok körében. Ezen a választáson a szavazatok 2,97%-ával 16 helyet szerzett a Szejmben. A párt hamarosan magas és alacsony alkoholtartalmú frakcióra oszlott, annak ellenére, hogy Rewiński kijelentette, hogy „a sör se nem világos, se nem barna, hanem finom”. Előbbi frakciója később felvette a Lengyel Gazdasági Program nevet, levedlette humoros voltát és a Demokratikus Unióval került kapcsolatba, utóbbi pedig a Liberális Demokrata Kongresszussal és más liberális, piacpárti pártokkal lépett koalícióba, amelyek Hanna Suchocka miniszterelnökségét támogatták. Maga a PPPP 1993-ban feloszlott.